# ليلة الملوك
ليلة الملوك (بالفرنسية: La Nuit des rois)‏ فيلم درامي من إخراج فيليب لاكوت سنة 2020. الفيلم إنتاج مشترك لشركات من فرنسا وكوت ديفوار وكندا والسنغال. تم اختياره ليكون ممثل ساحل العاج لأفضل فيلم روائي طويل دولي في حفل توزيع جوائز الأوسكار الـ 93.
شارك في الفليم كل من باكاري كوني، وإيساكا ساوادوغو، وستيف تينتشيو، وراسماني يدراوغو، وعبد الله الكريم كوناتي، ولايتيتا كي، ودينيس لافانت.
تم الإعلان عن الفيلم في عام 2017 تحت عنوان (Zama King)،  عُرض الفيلم لأول مرة في مهرجان البندقية السينمائي الدورة 77،  ثم عُرض في مهرجان تورونتو السينمائي الدولي 2020، وتم اختياره الفائز بجائزة (Amplify Voices).

## ملخص
يتم إرسال لص صغير (باكاري كوني) إلى سجن ماكا في أبيدجان، حيث يحكمه السجناء. هناك تمارس طقوس رواية القصص، والتي يمكن من خلالها السيطرة على السجناء.

## روابط خارجية
- ليلة الملوك على موقع IMDb (الإنجليزية)
- ليلة الملوك على موقع ميتاكريتيك (الإنجليزية)
- ليلة الملوك على موقع روتن توميتوز (الإنجليزية)
- ليلة الملوك على موقع ألو سيني (الفرنسية)
- ليلة الملوك على موقع قاعدة بيانات الفيلم (الإنجليزية)
- ليلة الملوك على موقع ليتربوكسد (الإنجليزية)
- ليلة الملوك على موقع كينوبويسك (الروسية)